# Petar Pantschewski
Petar Pawlow Pantschewski (bulgarisch Петър Павлов Панчевски, * 25. Januar 1902 in Butan; † 17. November 1982 in Sofia) war ein bulgarischer Politiker und General.

## Leben
Pantschewski nahm am 1923 am Septemberaufstand teil. Ab 1924 gehörte er der Bulgarischen Kommunistischen Partei an. 1925 emigrierte er in die Sowjetunion und trat dort in die Rote Armee ein. Von 1936 bis 1939 kämpfte er im Spanischen Bürgerkrieg, von 1941 bis 1945 im Zweiten Weltkrieg. 1945 kehrte er nach Bulgarien zurück und wurde 1950 bulgarischer Minister für Volksverteidigung. Das Amt hatte er bis 1958 inne. Von 1954 bis 1958 gehörte er auch dem Politbüro des Zentralkomitees der Bulgarischen Kommunistischen Partei an.
Er wurde als Held der Volksrepublik Bulgarien und mit dem Orden Georgi Dimitrow ausgezeichnet.